# Collegio uninominale Lazio 1 - 10
Il collegio elettorale uninominale Lazio 1 - 10 è stato un collegio elettorale uninominale della Repubblica Italiana per l'elezione della Camera dei deputati tra il 2017 ed il 2022.

## Territorio
Come previsto dalla legge elettorale italiana del 2017, il collegio era stato definito tramite decreto legislativo all'interno della circoscrizione Lazio 1.
Era formato da parte del territorio del comune di Roma (Quartiere Portuense, Suburbio Portuense, Quartiere Gianicolense, Quartiere Aurelio, Zona Magliana Vecchia e Zona Tor di Valle).
Il collegio era parte del collegio plurinominale Lazio 1 - 02.

## Eletti
| Elezione | Elezione | Deputato      | Partito |
| -------- | -------- | ------------- | ------- |
|          | 2018     | Riccardo Magi | +Europa |

## Dati elettorali

### XVIII legislatura
Come previsto dalla legge elettorale, 232 deputati erano eletti con sistema a maggioranza relativa in altrettanti collegi uninominali a turno unico.
| Candidati              | Candidati               | Voti    | %     | Liste                                | Voti    | %     |
| ---------------------- | ----------------------- | ------- | ----- | ------------------------------------ | ------- | ----- |
|                        | Riccardo Magi ✔️ Eletto | 43 841  | 32,30 | Partito Democratico                  | 33 861  | 24,95 |
| +Europa                | Riccardo Magi ✔️ Eletto | 43 841  | 32,30 | 8 555                                | 6,30    |       |
| Italia Europa Insieme  | Riccardo Magi ✔️ Eletto | 43 841  | 32,30 | 886                                  | 0,65    |       |
| Civica Popolare        | Riccardo Magi ✔️ Eletto | 43 841  | 32,30 | 539                                  | 0,40    |       |
|                        | Olimpia Tarzia          | 40 551  | 29,88 | Forza Italia                         | 14 028  | 10,34 |
| Fratelli d'Italia      | Olimpia Tarzia          | 40 551  | 29,88 | 12 989                               | 9,57    |       |
| Lega                   | Olimpia Tarzia          | 40 551  | 29,88 | 12 706                               | 9,36    |       |
| Noi con l'Italia - UDC | Olimpia Tarzia          | 40 551  | 29,88 | 828                                  | 0,61    |       |
|                        | Dino Giarrusso          | 36 689  | 27,03 | Movimento 5 Stelle                   | 36 689  | 27,03 |
|                        | Stefano Fassina         | 7 335   | 5,40  | Liberi e Uguali                      | 7 335   | 5,40  |
|                        | Alessio Bartolami       | 2 902   | 2,14  | Potere al Popolo!                    | 2 902   | 2,14  |
|                        | Mattia Lamastra         | 1 837   | 1,35  | CasaPound                            | 1 837   | 1,35  |
|                        | Teresa Silli            | 713     | 0,53  | Partito Comunista                    | 713     | 0,53  |
|                        | Andrea La Rosa          | 699     | 0,52  | Il Popolo della Famiglia             | 699     | 0,52  |
|                        | Alfonso Caputo          | 439     | 0,32  | Forza Nuova                          | 439     | 0,32  |
|                        | Emanuele Cacciatore     | 298     | 0,22  | 10 Volte Meglio                      | 298     | 0,22  |
|                        | Sabrina Battista        | 188     | 0,14  | Lista del Popolo per la Costituzione | 188     | 0,14  |
|                        | Maria Grazia Bellamente | 154     | 0,11  | Per una Sinistra Rivoluzionaria      | 154     | 0,11  |
|                        | Leonardo Casu           | 74      | 0,05  | Blocco Nazionale per le Libertà      | 74      | 0,05  |
| Totale                 | Totale                  | 135 720 | 100   |                                      | 135 720 | 100   |
|                        |                         |         |       |                                      |         |       |
| Voti non validi        | Voti non validi         | 3 687   | 2,64  |                                      |         |       |
| Votanti                | Votanti                 | 139 407 | 72,24 |                                      |         |       |
| Elettori               | Elettori                | 192 983 |       |                                      |         |       |